# Mari Sabusawa Michener
Mari Yoriko Sabusawa Michener (* 10. Juli 1920 in Las Animas, Colorado; † 25. September 1994 in Austin) war eine amerikanische Übersetzerin, Aktivistin und Philanthropin. Anfangs engagierte sie sich für die Belange der Japanese Americans. Später trug sie gemeinsam mit ihrem Mann, dem Autor James A. Michener, eine wichtige Sammlung amerikanischer Kunst der zweiten Hälfte des 20. Jahrhunderts zusammen, von der sich ein bedeutender Teil als Schenkung im Blanton Museum of Art der University of Texas at Austin befindet. Zudem gründeten sie gemeinsam das James A. Michener Art Museum in Doylestown, Pennsylvania.

## Leben

### Kindheit und Jugend
Mari Yoriko Sabusawa wurde  am 10. Juli 1920 als eines von drei Kindern von Sutakichi Sabusawa und Riki Yamagaki in Las Animas, Colorado geboren. Ihre Eltern waren japanische Einwanderer, die eine Melonenfarm betrieben. Der Vater starb, als sie neun Jahre alt war. 1935 zog die Familie nach Long Beach in Kalifornien, wo sie die High School besuchte und Mitglied der Japanese Presbyterian Church war. Mari Sabusawa wirkte als Sekretärin und Vorsitzende der Ortsgruppe von Christian Endeavor. 1938 schrieb sie sich im Long Beach Junior College ein und trat der Japanese American Citizens League (JACL) bei, in der sie sich aktiv einbrachte. Sie gewann den RedeWettbewerb des südlichen Distrikts der JACL im September 1941 mit der Rede What is Our Part in the Present Emergency?.
Infolge der Executive Order 9066, die Franklin D. Roosevelt am 19. Februar 1942 unterzeichnete, wurde Mari Subusawa mit ihrer Familie erst auf dem Gelände des Santa Anita Parks und dann im Granada War Relocation Center interniert. Nach nur einer Woche in Granada wurde sie ausgewählt, unter Aufsicht des National Japanese American Student Relocation Council das Camp zu verlassen. Mit Unterstützung der American Baptist Home Mission Society erhielt Mari Subuwasa ein Stipendium, um am Antioch College in Yellow Springs, Ohio zu studieren. Sie verbrachte dort zwei Jahre als Studentin und leitete das Antioch College Race Relations Committee. In dieser Funktion war sie an der Einwerbung des Stipendiums für die erste schwarze Studentin der modernen Ära an dieser Hochschule, die spätere Autorin Edythe Scott Backus, beteiligt. Als studentische Vertreterin nahm Subusawa an zahlreichen Foren teil, in denen sie sich für die Umsiedlung der Japanese Americans aussprach. Im Rahmen des renommierten kooperativen Arbeitsprogramms von Antioch College wirkte sie in Washington, D.C. in der Analysis Division des Foreign Broadcast Intelligence Service, wo sie mit ihren Japanischkentnissen japanische Berichterstattung übersetzte und auswertete.

### Karriere nach dem College, Hochzeit und Eheleben
Nachdem Subuwasa Antioch College verlassen hatte, zog sie mit ihrer Mutter nach Chicago und schrieb sich als graduierte Studentin in Soziologie an der University of Chicago. Zugleich wirkte sie im schwächelnden American Council on Race Relations als Assistentin des Direktors Robert C. Weaver. Sie war verantwortlich für die Anstellung ihrer Studienkollegin Setsuko Matsunaga Nishi, die das Pamplet Facts About Japanese Americans erstellte. Nach Auflösung des ACRR arbeitete Subuwasa als stellvertretende Herausgeberin der offiziellen Zeitschrift der American Library Association.
Neben ihrem Einsatz für verschiedene Minderheiten behielt Mari Subuwasa auch ihren Aktivismus für japanischstämmige Amerikaner und Amerikanerinnen bei. 1947 wurde sie Vorsitzende des JACL Midwest District Council, 1948 wurde sie zur ersten Präsidenton des JACL-Distrikts Chicago gewählt. In der Folge wurde Subuwasa in den nationalen Vorstand der JACL gewählt und wirkte dort für zwei Jahre als National Secretary. Darüber hinaus setzte sie sich für die Integration japanischer „Kriegsbräute“ ein, die mit amerikanischen Soldaten in die USA immigrierten. Ende 1954 wurde sie mit anderen Anführern der JACL in Chicago zu einem vom Life-Magazin veranstalteten Lunch eingeladen, nachdem das Magazin über die „Kriegsbräute“ in der Umgebung von Chicago berichtet hatte. Dort traf sie den erfolgreichen Autor James A. Michener, der den Artikel für Life verfasst hatte. Im Gespräch mit dem Autor kritisierte Subuwasa dessen Roman Sayonara, der im besetzten Japan angesiedlet ist und romantische, weiß-asiatische Beziehungen als zwangsläufig tragisch beschreibt. Diese Diskussion führte bald zu einer romantischen Beziehung zwischen Sabusawa und Michener. Am 23. Oktober 1955 heirateten die beiden.
Mari Sabusawa Michener gab ihre eigene Karriere nach der Hochzwit auf und zog ins Bucks County, Pennsylvania zo ihrem Ehemann. Sie kümmerte sich in der Folge um seine Gesundheit und managte seine Karriere. 1960 wirkten beide als Darsteller in New Jersey in einer Inszenierung des Musical South Pacific mit, das auf Micheners Roman Tales of the South Pacific basiert. In der Fernsehserie Centennial, die ebenfalls auf einem Roman ihres Ehemanns basierte und sich mit der Geschichte ihrer Heimat Colorado beschäftigt, hatte Mari Sabusawa Michener 1978 einen Cameo-Auftritt.

### Wirken als Philantropin

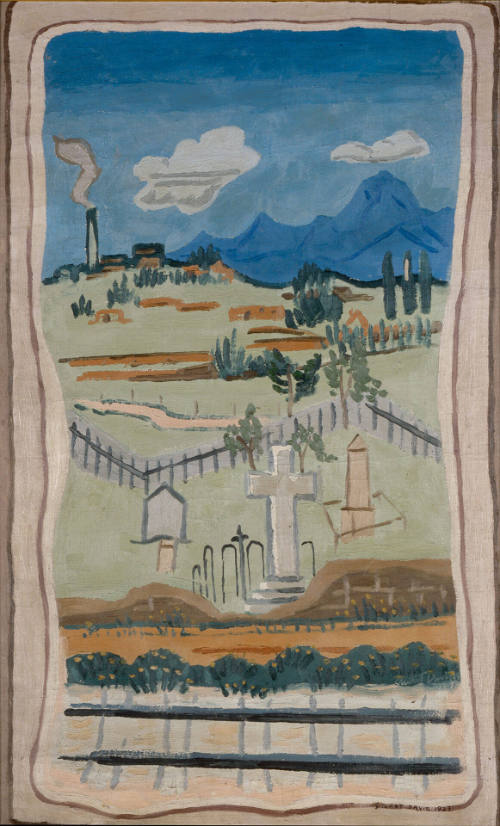
Stuart Davis, Landscape, 91,6 × 56 cm, Öl auf Leinwand, 1923, Blanton Museum of Art, The University of Texas at Austin, Gift of Mari and James A. Michener, G1968.42.

#### Engagement auf dem Gebiet der Kunst
Nach ihrer Hochzeit engagierte sich Mari Subasawa Michener gemeinsam mit ihrem Mann im Bereich der Kunst. in den 1950er-Jahren schenkten die beiden eine Sammlung japanischer Farbholzschnitte des 19. Jahrhunderts der Honolulu Academy of Art, insgesamt ließen sie dieser Institution über die Jahre 20 Millionen Dollar zukommen.
Daneben trugen sie vor allem eine bedeutende Sammlung der Malerei des 20. Jahrhunderts in den USA zusammen. Rund 400 Werke der Michener Art Collection schenkte das Ehepaar ab 1968 in mehreren Schritten der University of Texas at Austin, wo sie einen bedeutenden Bestand des heutigen Blanton Museum of Art bildet. Seit den 1980er-Jahren leistete Mari Sabusawa Michener beim Präsidenten der Universität, William Cunningham, für einen neuen Museumsbau Lobbyarbeit, da die Sammlung nur unzureichend untergebracht war. Mit ihrem Vermächtnis von 10 Millionen Dollar startete dann 1994 die Kampagne für ein neues Museumsgebäude. Im Jahr 2006 eröffnete das neue Museumsgebäude des Blanton Museums mit dem Mari and James A. Michener Gallery Building, das die Flächen für die Sammlungspräsentation sowie Sonderausstellungen beherbergt.
Weiterhin gründeten die beiden das James A. Michener Art Museum in Doylestown, Pennsylvania, das einen Schwerpunkt in regionalen Künstlern und Werken des Abstrakten Expressionismus hat. Mari Sabusawa Michener beeinflusste vor allem das Vermittlungsprogramm dieser Institution und warb bei den Förderern des Museums Mittel für die Einrichtung eines George Nakashima gewidmeten Memorial Reading Room ein. Sie hinterließ dem James A. Michener Art Museum bei ihrem Tod 1,5 Millionen US-Dollar, womit der zweistöckige Mari-Sabusawa-Michener-Flügel, in dem Künstler und Künstlerinnen aus Bucks County präsentiert werden, errichtet werden konnte.

#### Förderung von Universitäten
Neben dem Engagement im Kunstbereich förderten die Micheners insbesondere die universitäre Lehre mit Zuwendungen in der Höhe von insgesamt rund 100 Millionen US-Dollar. 67 Millionen Dollar erhielt die University of Texas at Arlington, wo das Michener Center for Writers eingerichtet und der Mari Sabusawa Michener Chair of Creative Writing gestiftet wurde. Mari Subasawa Michener unterstützte zudem das Antioch College, die University of Northern Colorado in Greeley, Colorado, wo die Mari Michener Gallery eingerichtet wurde, und das Eckerd College in St. Petersburg, Florida, wo der Mari Subasawa Scholarship Fund Studenten aus ethnischen Minderheiten unterstützt.
Mari Sabusawa Michener zog sich nach ihrer Heirat aus der aktiven aktivistischen Arbeit für Japanese Americans zurück. Sie blieb eine Godwill-Botschafterin der JACL und richtete irgendwann vor 1983 das Mari-and-James-Michener-Stipendium der JACL für College-Studenten ein. Sie nahm nicht aktiv an den Bewegungen teil, Wiedergutmachung für die Internierung der Japanese Americans im Zweiten Weltkrieg zu erhalten, sprach jedopch öffentlich über ihre Erfahrungen aus dieser Zeit.

### Tod
Mari Sabusawa Michener starb am 25. September 1994 in Austin, Texas an Bauchspeicheldrüsenkrebs.